# Tumba del nadador

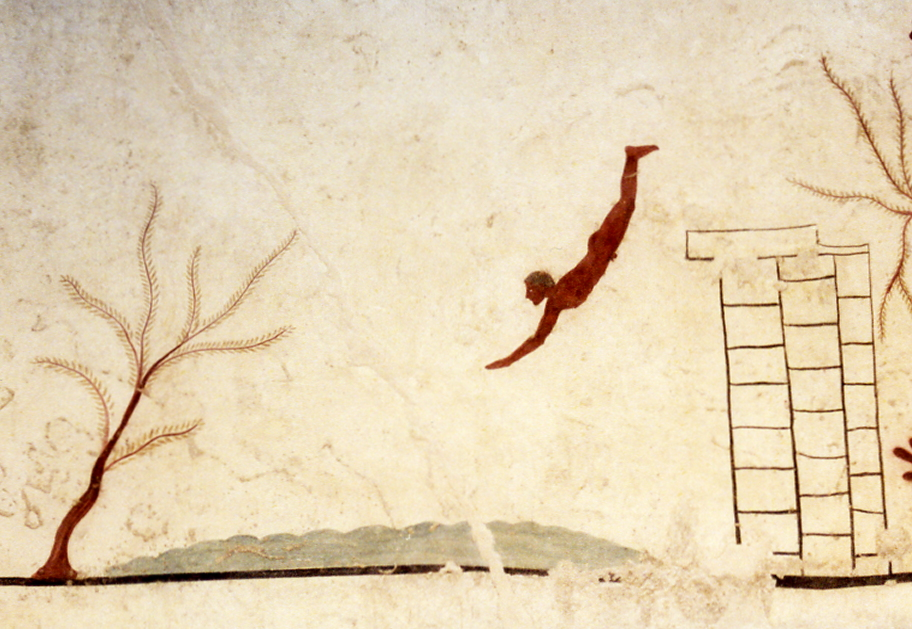
La Tumba del Nadador.

La Tumba del Nadador (en italiano Tomba del tuffatore, clavadista o buceador y literalmente traducido: "Tumba del zambullidor") es un importante monumento arqueológico hallado por el arqueólogo italiano Mario Napoli el 3 de junio de 1968, cuando excavaba una pequeña necrópolis a unos 1,5 km al sur de la ciudad magnogriega de Poseidonia o Posidonia, conocida como  Paestum en Magna Grecia, en el sur de Italia. En la actualidad, la tumba se exhibe en el museo arqueológico nacional de Paestum. 
Los cuatro lados y la parte superior de la sepultura están hechas de cinco losas de piedra caliza local, mientras que el piso está excavado en el suelo de piedra natural. Las cinco losas, unidas mediante yeso con gran precisión, formaban una cámara de un tamaño aproximado de 215 x 100 x 80 cm. Las losas que componen el monumento fueron pintadas del lado interno con la misma técnica utilizada en los frescos. Las pinturas de las cuatro paredes presentan la escena de un simposio, y la losa del techo contiene la famosa escena que da su nombre a la tumba: un joven arrojándose hacia las ondeantes aguas de una corriente. Han podido distinguirse dos artistas, de los cuales el menos habilidoso es el que decoró la pared sur.
La importancia de los sorprendentes frescos de la tumba es que parecen ser «el único ejemplo de pinturas griegas que contienen escenas con personas que datan del período orientalizante, arcaico o clásico que haya sobrevivido en su totalidad. De los miles de tumbas griegas que se sabe que pertenecen a dicha época (cerca de 700 al 400 a. C.), esta es la única decorada con frescos de personas».
Sólo se encontraron unos pocos objetos dentro de la tumba. Cerca del cadáver (que se cree pertenece a un hombre joven, pese al estado sumamente deteriorado del esqueleto) se hallaba el caparazón de una tortuga, dos aríbalos y un lecito ático; este último objeto, realizado con la técnica de figuras negras utilizada cerca del año 480 a. C., ayudó a que el descubridor y otros estudiosos dataran la  construcción de la tumba circa el año 470 a. C.

## Galería

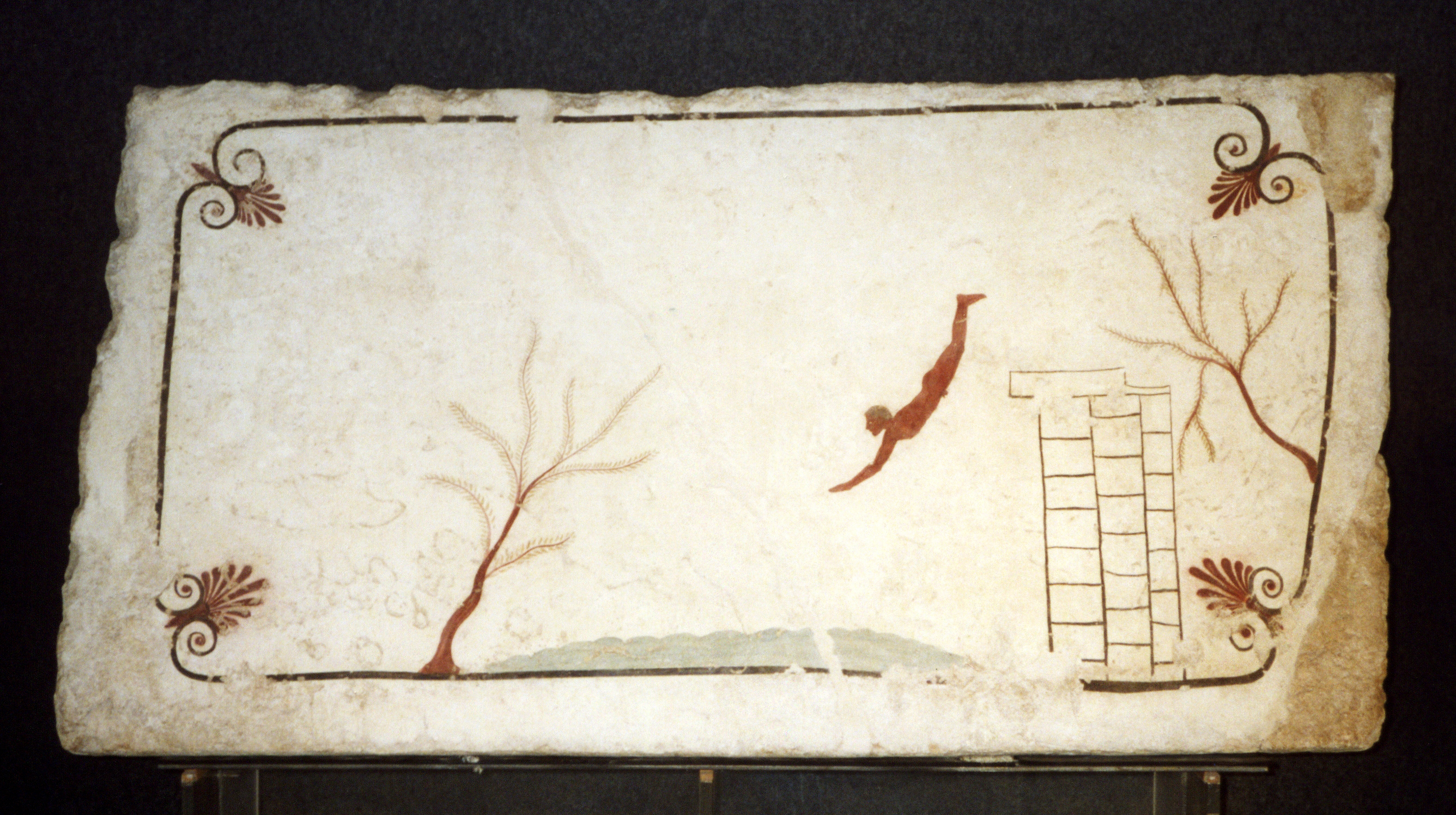
La totalidad de la losa del frente.
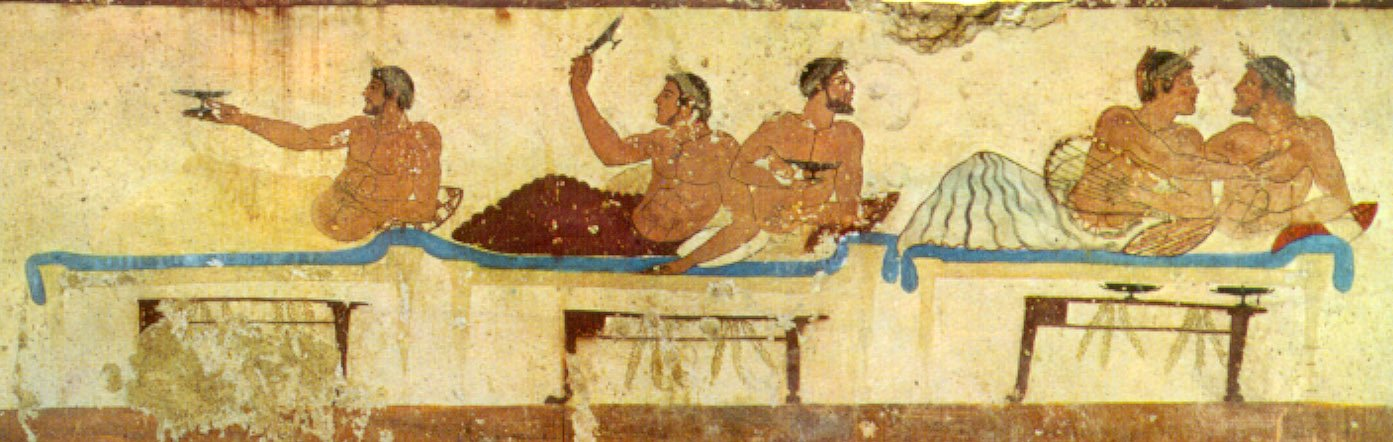
Simposio, pared norte.
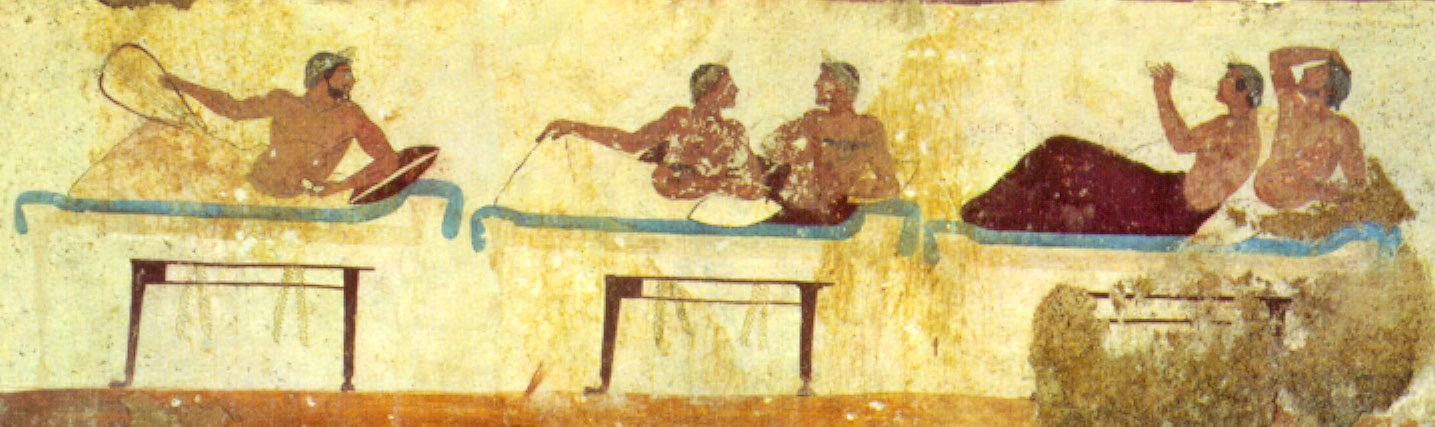
Pared sur, realizada por un artista distinto al de las otras.
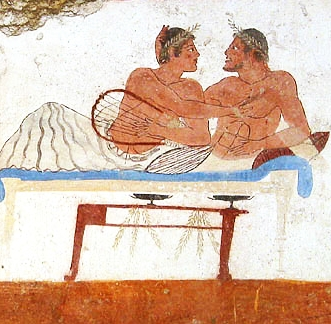
Detalle de la pared norte.